# Discografia de Duffy
A discografia de Duffy, cantora galesa, consiste em dois álbuns de estúdio, cinco EP, sete singles oficiais e seis videoclipes.
Os géneros musicais incorporam estilos como blue-eyed soul, o pop e o pop-rock.
De entre os prémios já ganhos, destaca-se o Grammy Award na categoria "Best Pop Vocal Album" com o álbum Rockferry na edição nº 51 dos mesmos.

## Álbuns de estúdio
| Ano  | Detalhes                                                                                               | Posições | Posições | Posições | Posições | Posições | Posições | Posições | Posições | Posições | Posições | Certificações (vendas)                                                                            |
| Ano  | Detalhes                                                                                               | UK       | AUT      | BEL      | FIN      | IRL      | HOL      | NZ       | SUE      | SUI      | US       | Certificações (vendas)                                                                            |
| ---- | --- | -------- | -------- | -------- | -------- | -------- | -------- | -------- | -------- | -------- | -------- | ------------------------------------------------------------------------------------------------- |
| 2008 | Rockferry - Lançamento: 3 de Março de 2008 - Gravadora: Polydor - Formato: CD, DD, LP                  | 1        | 2        | 4        | 2        | 1        | 2        | 1        | 1        | 1        | 4        | - : 9,000,000+ - : 2,200,000 - : 7× Platina - : 2× Platina - : 4× Platina - : 3× Platina - : Ouro |
| 2010 | Endlessly - Lançamento: 29 de Novembro de 2010 - Gravadora: A&M Records, Mercury - Formato: CD, DD, LP | 9        | 17       | 18       | 9        | 27       | 6        | 19       | 4        | 10       | 72       | - : 1,000,000 - : 306,000+ - : Ouro - : Ouro - : Ouro - : Ouro                                    |

## Extended plays
| Ano  | Detalhes |
| ---- | --- |
| 2004 | Aimée Duffy [Nota A] - Lançamento: 2004 - Gravadora: Recordiau Awen Records (AWENCD #212) - Formato: CD, DD                    |
| 2008 | Live from London [Nota B] - Lançamento: 25 de Fevereiro de 2008 - Gravadora: Polydor/Mercury - Formato: DD                     |
| 2008 | FNMTV Live [Nota C] - Lançamento: 2008 - Gravadora: Mercury - Formato: DD                                                      |
| 2009 | Deluxe EP - Lançamento: 3 de Fevereiro de 2009 - Gravadora: Mercury - Formato: CD, Dd                                          |
| 2009 | Live at the Theater of Living Arts – August 6, 2008 [Nota B] - Lançamento: 23 November 2009 - Gravadora: Polydor - Formato: DD |

Notas
- A ^ Aimée Duffy foi lançado sob o nome Aimée Duffy,[24][25] nome de nascimento de Duffy.[2][26]
- B ^ Live From London e Live at the Theatre of Living Arts foram lançados exclusivamente pela iTunes Store.[23][27]
- C ^ FNMTV Live foi lançado exclusivamente pela Rhapsody.com.[28]

## Singles
| 2007                                                      | "Rockferry"           | 45 | —  | —  | —  | —  | —  | —  | —  | 35 | —  |                                                                        | Rockferry (e Deluxe Edition) |
| 2008                                                      | "Mercy"               | 1  | 26 | 1  | 2  | 2  | 1  | 4  | 3  | 1  | 27 | - AUS: Platina - DIN: 2× Platina - NZ: Ouro - SUI: Ouro - EUA: Platina | Rockferry (e Deluxe Edition) |
| 2008                                                      | "Warwick Avenue"      | 3  | 17 | 14 | 9  | 11 | 9  | 15 | 16 | 12 | 95 | - DIN: Platina                                                         | Rockferry (e Deluxe Edition) |
| 2008                                                      | "Stepping Stone"      | 21 | —  | 75 | —  | 18 | 34 | —  | —  | 49 | —  |                                                                        | Rockferry (e Deluxe Edition) |
| 2008                                                      | "Rain on Your Parade" | 15 | 29 | —  | —  | 55 | 38 | —  | —  | 25 | —  |                                                                        | Rockferry (e Deluxe Edition) |
| 2010                                                      | "Well, Well, Well"    | 41 | 5  | 26 | 33 | —  | 8  | —  | 26 | 19 | —  |                                                                        | Endlessly                    |
| 2010                                                      | "Endlessly"           | 45 | 82 | 61 | 38 | —  | 27 | —  | 32 | —  | 88 |                                                                        | Endlessly                    |
| "—" não chegou às paradas ou não foi lançado nessa região |                       |    |    |    |    |    |    |    |    |    |    |                                                                        |                              |

## Outras Canções
| Ano  | Single   | Posições | Álbum       |
| Ano  | Single   | UK       | Álbum       |
| ---- | -------- | -------- | ----------- |
| 2008 | "Oh Boy" | 96       | "Rockferry" |

## Participações
| Ano  | Música                            | Álbum                                   | Artista         | Notas                                                         |
| ---- | --------------------------------- | --------------------------------------- | --------------- | ------------------------------------------------------------- |
| 2005 | "Something New" (com Mint Royale) | See You in the Morning                  | Mint Royale     | Como Aimée Duffy.                                             |
| 2005 | "Little Words" (com Mint Royale)  | See You in the Morning                  | Mint Royale     | Como Aimée Duffy.                                             |
| 2008 | "Mercy" (ao vivo)                 | Radio 1's Live Lounge - Volume 3        | Vários artistas | Versão ao vivo do segundo single de Duffy, "Mercy".           |
| 2008 | "Mercy" (com The Game)            | "Mercy" (com The Game) [Remix] – single | Duffy           | Apenas download digital nos Estados Unidos, com The Game.     |
| 2008 | "Warwick Avenue" (live)           | "Warwick Avenue" (Live) — single        | Duffy           | Versão ao vivo do terceiro single de Duffy, "Warwick Avenue." |
| 2009 | "Live and Let Die"                | War Child Heroes Vol. 1                 | Vários artistas | Originalmente gravado por Paul McCartney and Wings.           |
| 2009 | "Stay with Me"                    | The Boat That Rocked (OST)              | Vários artistas | originalmente gravado por Lorraine Ellison.                   |

## Vídeoclipes
| Ano  | Vídeo                           | Diretor       |
| ---- | ------------------------------- | ------------- |
| 2007 | "Rockferry"                     | Joseph Bull   |
| 2008 | "Mercy"                         | Daniel Wolfe  |
| 2008 | "Warwick Avenue"                | Daniel Wolfe  |
| 2008 | "Mercy" (versão Estados Unidos) | Adria Petty   |
| 2008 | "Stepping Stone"                | Sophie Muller |
| 2008 | "Rain on Your Parade"           | Sophie Muller |
| 2010 | "Well, Well, Well"              | Chris Cottam  |